# Pyongyang Sports Club
El Pyongyang Sports Club (Hangul: 평양시체육단; Hanja: 平壤市體育團) és un club de futbol nord-coreà de la ciutat de Pyongyang.

## Història
El club va ser fundat el 30 d'abril de 1956. L'octubre de 1971 els clubs Moranbong Sports Group (Hangul: 모란봉체육단; Hanja: 牡丹峰體育團) i Rodongja Sports Group (Hangul: 로동자체육단; Hanja: 勞動者體育團) es fusionaren dins del club.

## Palmarès
- Lliga nord-coreana de futbol: 5
  - 1991, 2004, 2005, 2007, 2009